# Лататтєві
Лата́ттєві (Nymphaeaceae) — родина квіткових рослин порядку лататтєцвітих. Серед її представників багато декоративних видів, є також харчові і лікарські.

## Опис

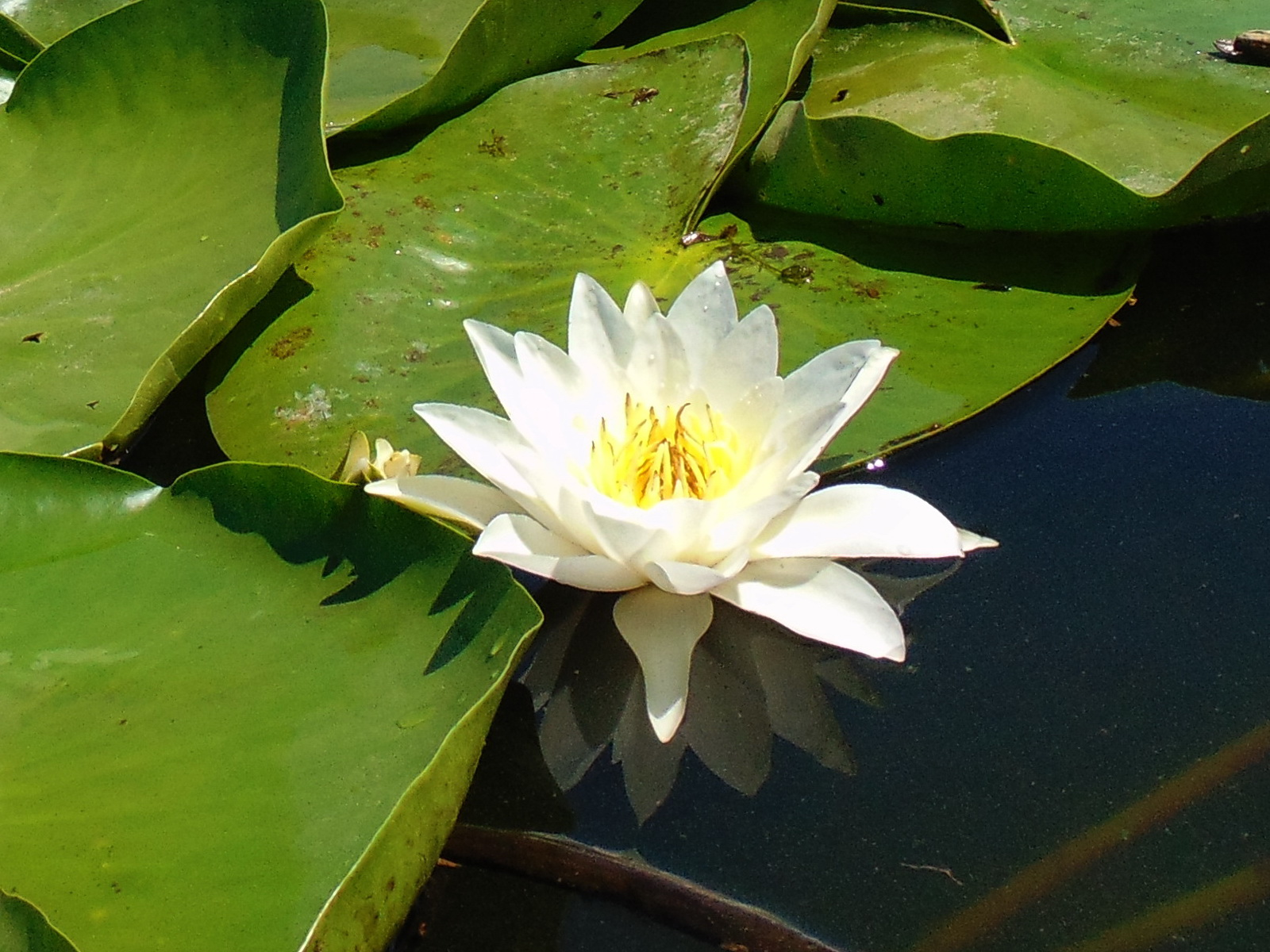
Латаття біле

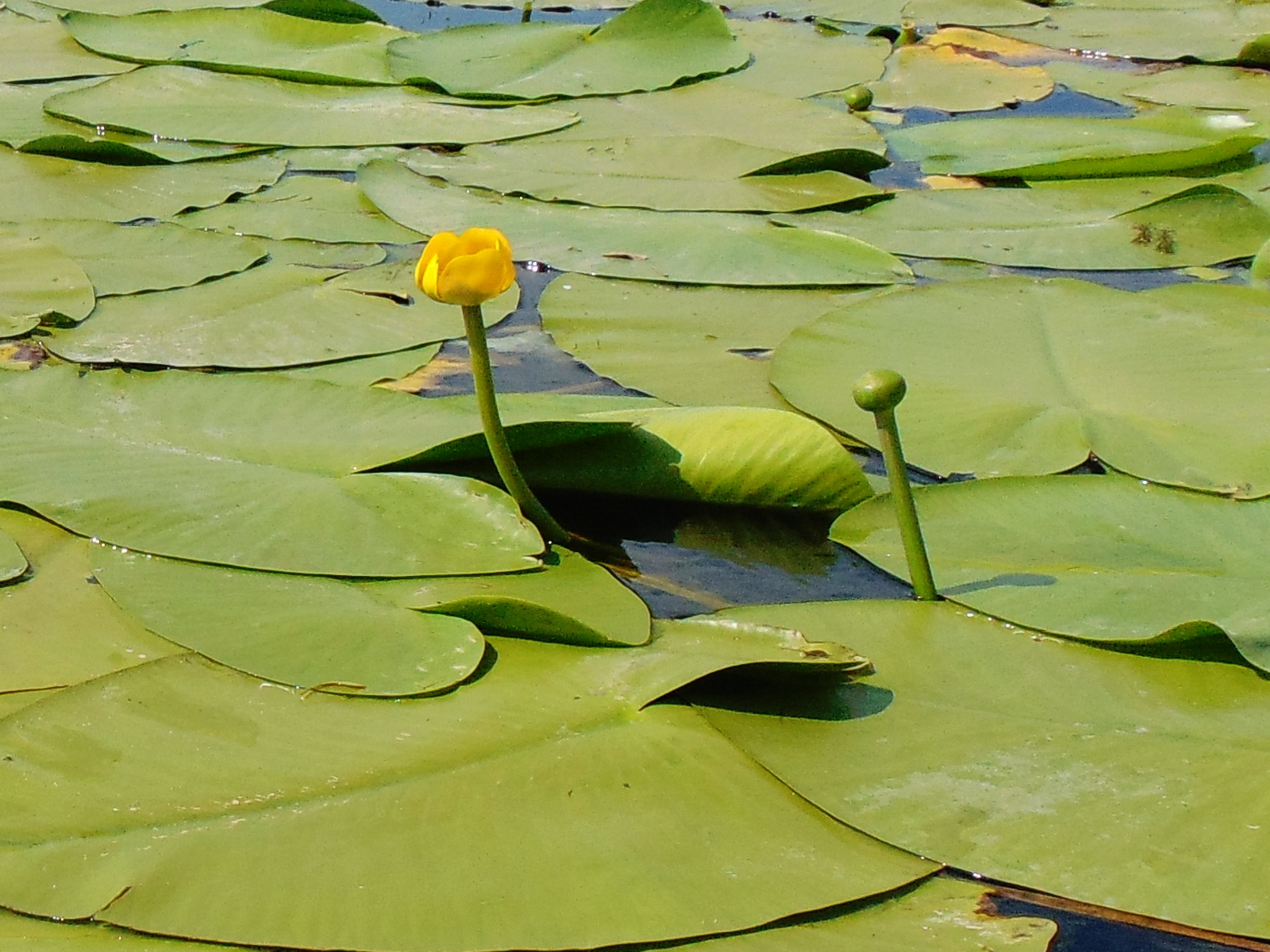
Глечики жовті

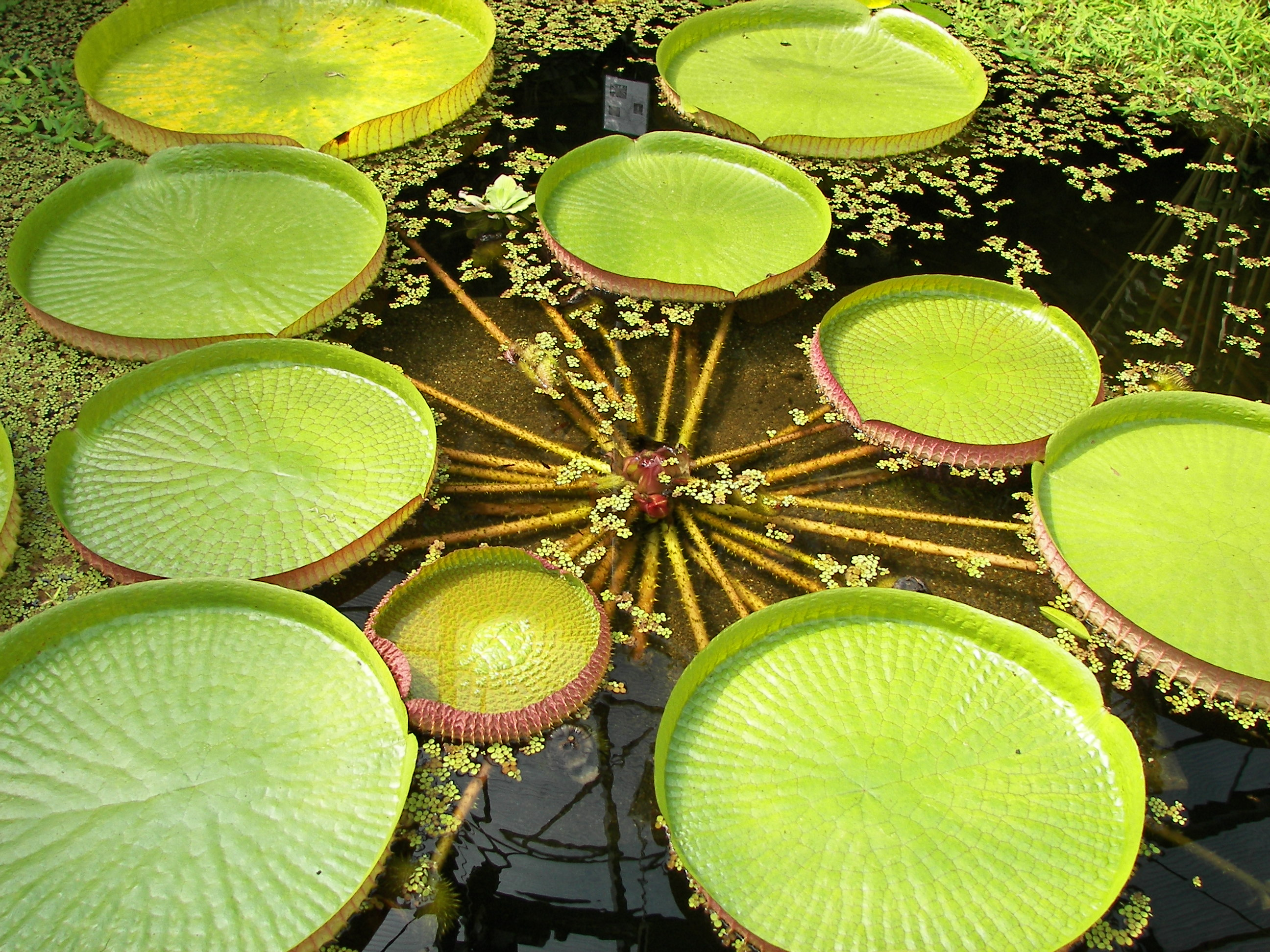
Листя вікторії амазонської

Як правило, Лататтєві — багаторічні кореневищні трави, за винятком однорічної евріали. Стебло всіх представників родини перетворилося на кореневище, або горизонтально занурене в донний субстрат, або має форму бульби. Залягають кореневища на різній глибині водойм. Так, латаття біле зростає на великих глибинах, що іноді сягають 5 м і більше, в той час як, наприклад, вікторія амазонська надає перевагу мілководдю і в Амазонці зазвичай росте на глибині не більше 2 м. В кореневищі, як і в інших частинах рослини, проходить складна система повітроносних каналів, по яких доставляється повітря. Кореневище утримується в ґрунті за допомогою коренів, розташованих в його вузлах.
Водний спосіб життя Лататтєвих, постійно пов'язаний з дефіцитом світла і кисню, призвів до гетерофілії, тобто різнолистості. Майже всі представники родини мають підводні і надводні листки. І ті, й інші розташовані на стеблі спірально. Плавуче повітряне листя різних родів сильно різниться за формою листкової пластинки, краю листка, ступенем розвитку на них епідермальних горбків, волосків і шипиків, а також за вмістом у них антоціану. Листова пластинка звичайно шкіряста, міцна, що забезпечує збереження її цілісності при сильних коливаннях води і зливах. Жилки листя добре помітні на нижньому боці листка, особливо у вікторії й евріали. Центр ваги плавучого листя розташований в місці прикріплення черешка. Листова пластинка плавучих листків завжди лежить на поверхні води. У разі сильного розростання рослин плавучі листки можуть щільно закривати всю поверхню водойми. Міцність і разом з тим еластичність черешків забезпечують рослинам вільне переміщення листя по поверхні під впливом течій та інших коливань води. Повітряні листки утворюються зазвичай влітку.
Найбільше листя у вікторії. Воно досягає в діаметрі 2 м і завдяки потужній листовій пластинці, краї якої до того ж загнуті вгору, здатне витримує вантаж до 35 кг.
У Лататтєвих поверхня листя не змочується завдяки восковому нальоту й утворенню горбкуватих виростів на епідермальних клітинах. Молоде листя покрите слизом, що виділяється спеціальними залозистими волосками. Фізіологічне значення цього слизу невідомо. 
При проростанні насіння перші, так звані ювенільні листки зазвичай сильно відрізняються за формою від зрілого листя дорослої рослини, в тому числі вирощеного з кореневищ. Наприклад, у вікторії амазонської перший лист майже ниткоподібний, позбавлений листової пластинки, другий листок має листову пластинку ланцетно-стрілоподібної форми, а третій лист подовжено-стрілоподібною формою вже нагадує лист латаття, всі три листка залишаються під водою, і тільки четвертий лист плавучий; він виразно щитоподібний, плоский, як у латаття, а не з загнутими краями, як в дорослої рослини.

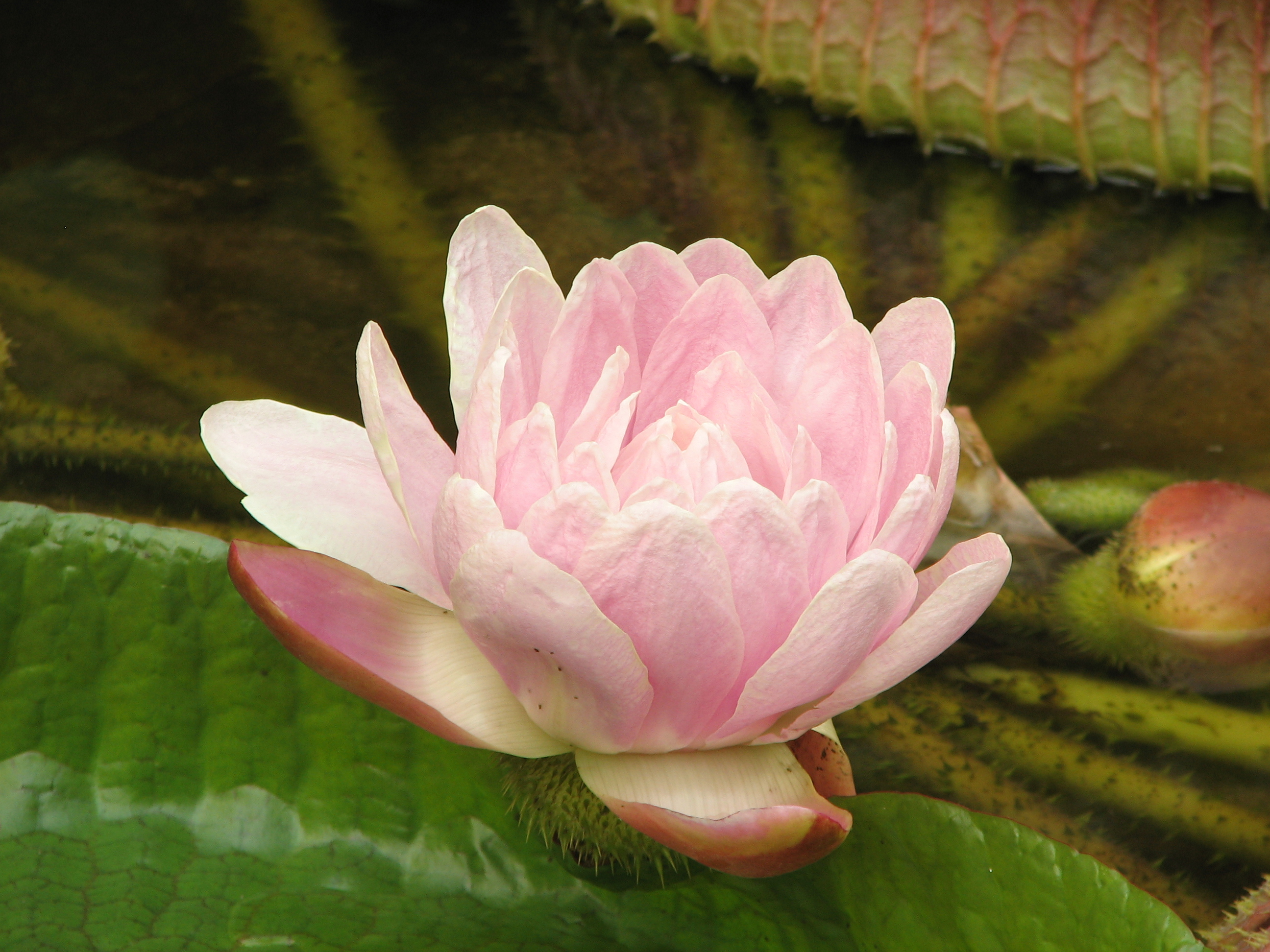
Квітка Victoria cruziana

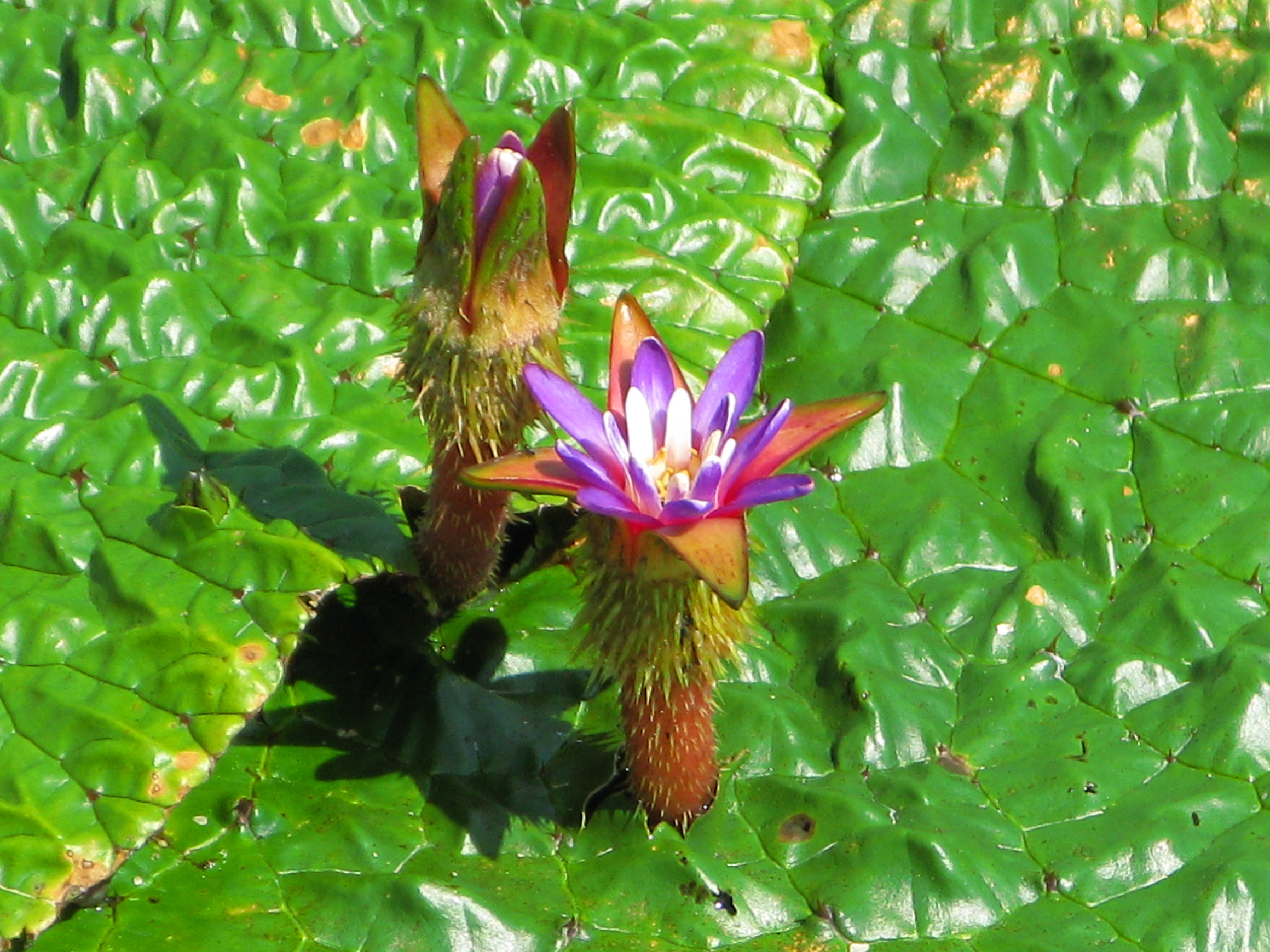
Евріала

Квітки поодинокі, іноді дуже великі, зазвичай сидять на довгій квітконіжці, яка у деяких видів досягає в довжину 5 м. Вони двостатеві, актиноморфні, зазвичай спіроциклічні, з подвійною оцвітиною, за винятком ондінеї, у якої пелюстки відсутні. Чашолистків 5 або 4. Пелюстки численні, черепичасті.
Тичинки зазвичай численні. У більшості Лататтєвих тичинки примітивного типу, більш або менш стрічкоподібні. Пиляки дуже довгі, занурені в стерильну тканину тичинки.
Гінецей синкарпний, з 5 — 35 плодолистками, зазвичай із сидячою приймочкою. Зав'язь верхня (глечики та ондінея), напівнижня (латаття й вікторія) або нижня (барклая та евріала).
Цвітіння більшості Лататтєвих являє собою гарне видовище. Квітки евріали лише на короткий час витикаються з води. Барклая цвіте 2 дні і по відцвітанні занурюється у воду. Вікторія цвіте також протягом всього 2 діб, але її цвітіння, під час якого забарвлення пелюсток змінюється від білого до яскраво-рожевого або червоного, являє собою ефектну картину.
У Лататтєвих дуже своєрідне запилення. У евріали спостерігається підводна клейстогамія, або так звана гідроклейстогамія. Деякі ботаніки припускають, що барклаї і ондінеї також властива клейстогамія. Яскраві та запашні квітки латаття, глечиків і вікторії приваблюють різних комах, серед яких основну роль в запиленні відіграють жуки. Завдяки тому, що квітки Лататтєвих мають здатність закриватися в одних видів в вечірні, а в інших у ранкові години, жуки виявляються в свого роду «пастці», де вони залишаються до чергового відкриття квітки, поїдаючи тичинки і обсипаючись пилком, який вони переносять на інші квітучі рослини. Для залучення жуків на плодолистках вікторії є спеціальні харчові тільця. У глечиків спостерігається протогінія, яка забезпечує запилення квіток. У неї, крім аромату і яскравого забарвлення чашолистків, комах приваблюють нектарники, які утворюються на абаксіальному боці рудиментарних пелюсток.
Плід — губчаста синкарпна ягодоподібна багатолистянка, дуже різна за формою, величиною і будовою. Плід вікторії найбільший серед Лататтєвих і може досягати розмірів голови дитини. Він має форму урни і містить до 400 насінин. Плід ондінеї, найдрібніший за величиною, сягає завдовжки всього 14-17 мм і завширшки 8-10 мм. Насіння дрібне, з маленьким зародком, зануреним одним кінцем в слабо розвинений ендосперм, під яким є рясний крохмалистий перисперм. Плоди Лататтєвих, за винятком глечиків, достигають під водою. При цьому плід розпадається, насінини спливають на поверхню води і, одягнені слизом, деякий час плавають, нагадуючи ікру риб. Мабуть, саме тому вони привертають увагу птахів. Після руйнування слизу та принасінника насінини опускаються на дно, де й проростають. Насіння латаття, глечиків і, ймовірно, інших Лататтєвих може поширюватися водоплавними птахами і, можливо, також рибами. У природних умовах більшість Німфейних розмножується переважно вегетативно — кореневищами і бульбами, а глечики частіше насінням.

## Класифікація
Родина Лататтєві — найбільша в порядку Лататтєцвітих. Вона налічує 4 підродини, що містять 6 родів:
- німфейні (Nymphaeoideae):
  - латаття, або німфея (Nymphaea), що включає від 40 до 50 видів;
  - ондінея (Ondinea) — монотипний рід.
- глечикові (Nupharoideae):
  - глечики (Nuphar) — за різними оцінками включає близько 25 видів.
- евріалові (Euryaloidoae):
  - вікторія (Victoria) з 2 видами;
  - евріала (Euryale) — монотипний рід.
- барклаєві (Barclayoideae):
  - барклая (Barclaya) з 3-4 видами.

## Поширення

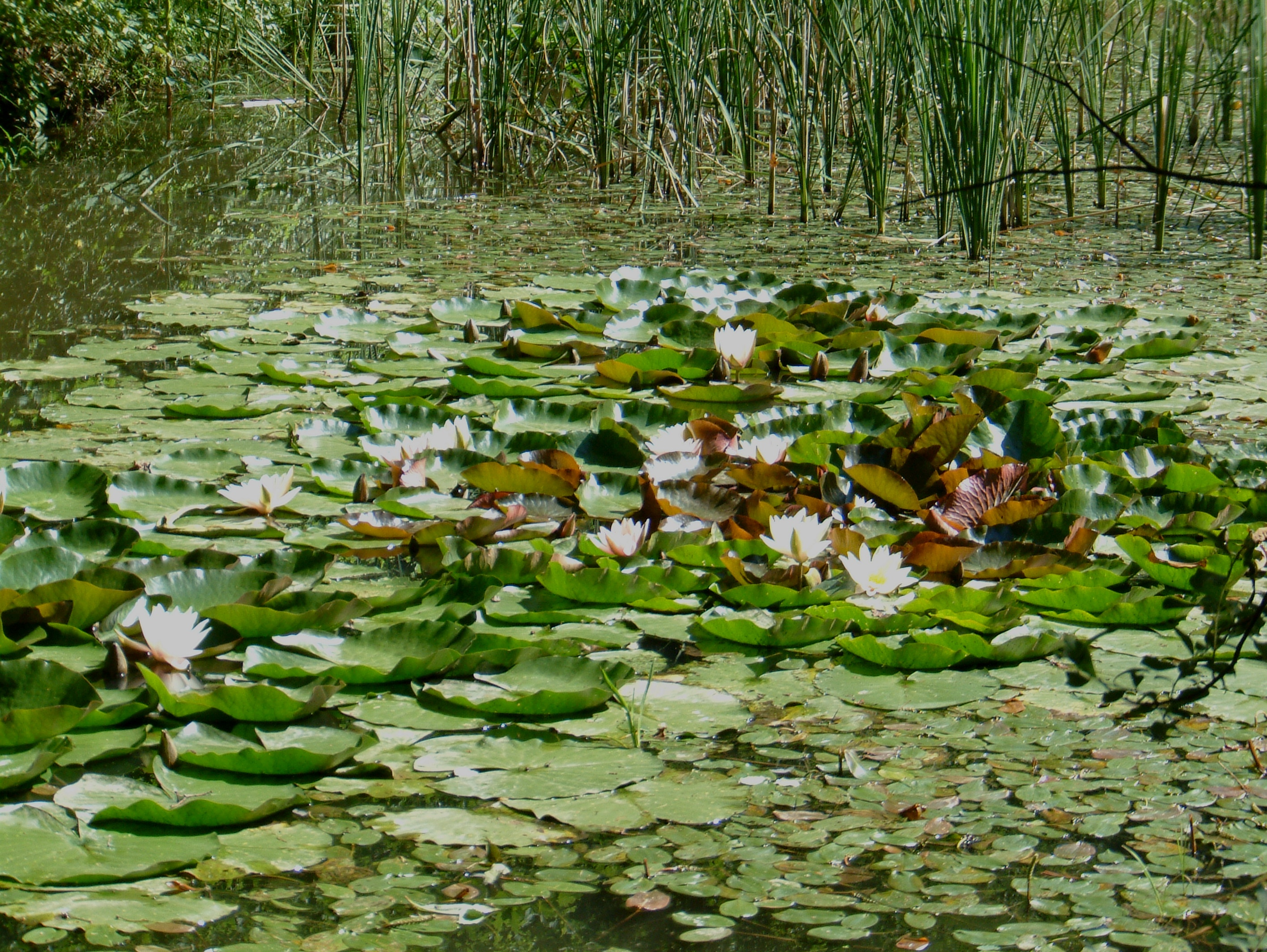
Зарості латаття білого в Саксонії

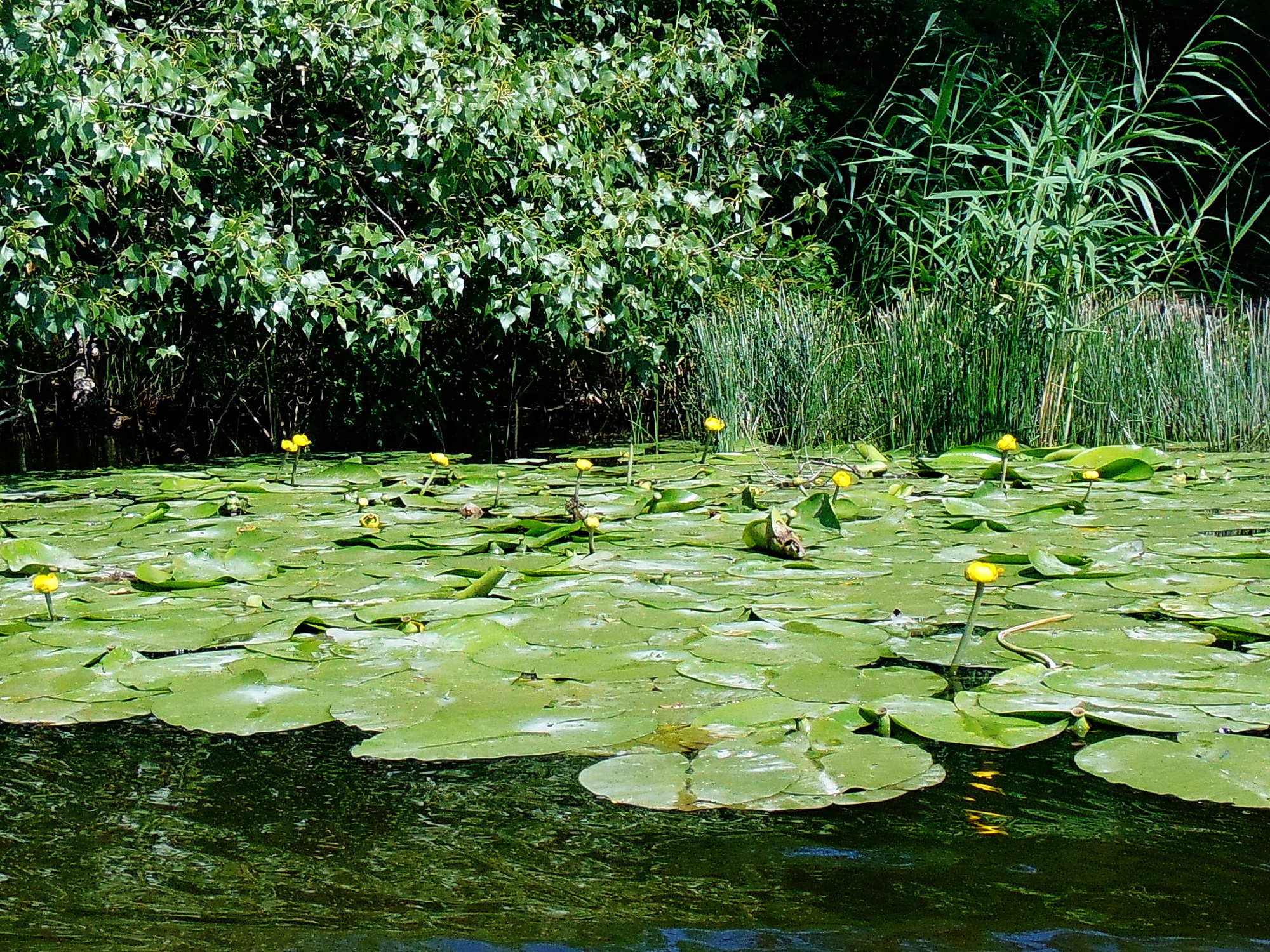
Глечики жовті. Дніпровські плавні

Географічний ареал родини дуже широкий.
- Рід латаття є рослиною-космополітом, зустрічається від лісотундри до південного краю Латинської Америки.
- Рід глечики поширений в помірній області в усій північній півкулі.
- Батьківщиною евріали є тільки Азія. Вона зростає від Північно-Західної Індії через Бангладеш і Китай до Примор'я, Японії і Тайваню.
- Рід вікторія зростає лише в Південній Америці, від Гаяни до Парагваю, і на острові Ямайка.
- Ондінея є ендеміком Північно-Західної Австралії.
- Рід барклая поширена в Південній Бірмі, в Таїланді, на Андаманських островах, в Південному В'єтнамі, на півострові Малакка, островах Калімантан і Суматра і на Новій Гвінеї.

## Екологія

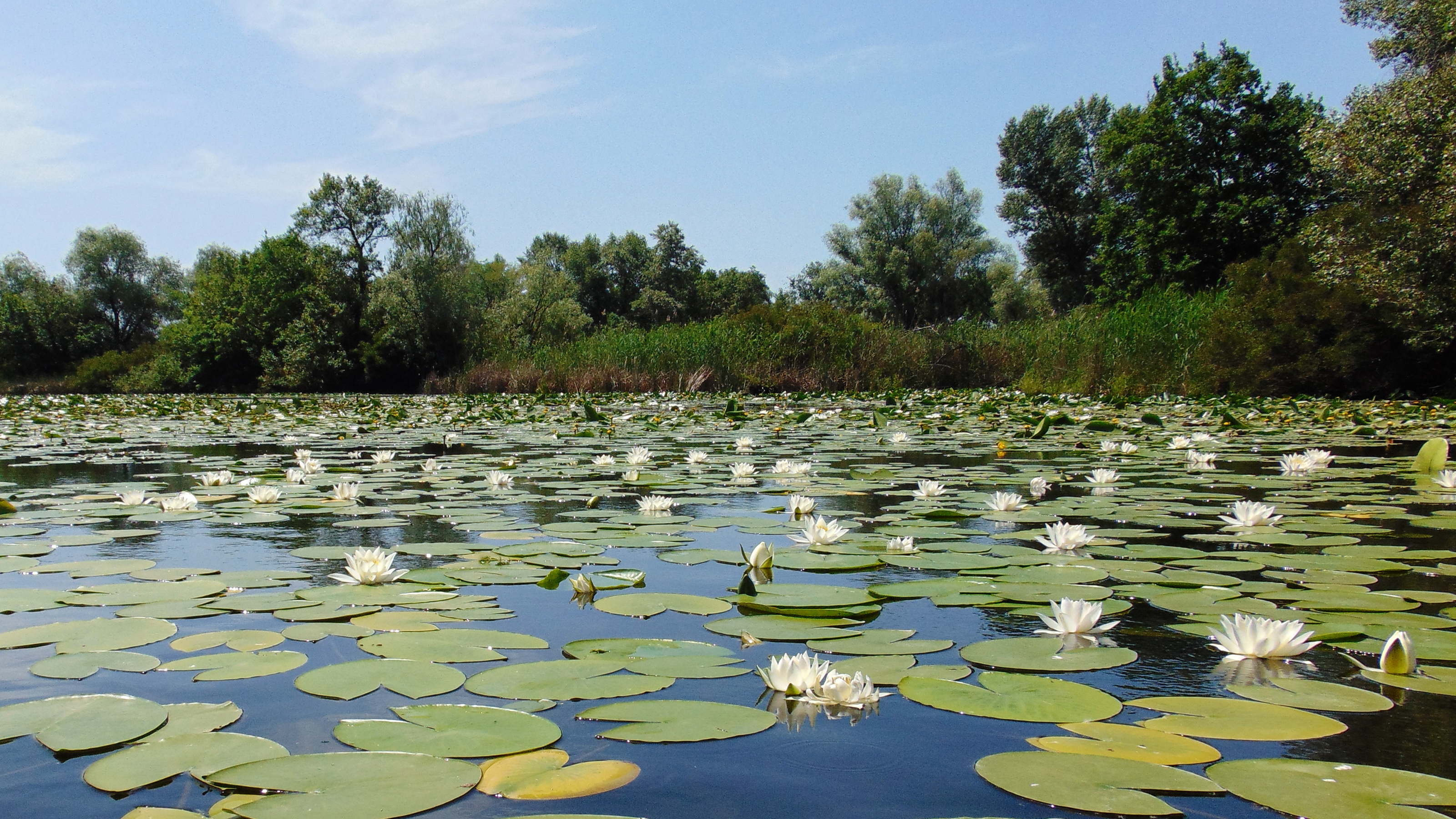
Формація латаття білого

Широке географічне поширення Німфейних визначає і дуже різні кліматичні умови їх зростання. Якщо вікторія росте в тропічних водоймах Південної Америки з температурою води + 28… +33 °C, то латаття біле в зимовий час переносить промерзання водойм, зберігаючи життєздатність. Його ареал досягає в європейській частині Росії 68° північної широти. Латаття сніжно-біле піднімається на висоту 500 м над рівнем моря.
Всі Лататтєві є гідрофітами, тобто ведуть водний спосіб життя. При цьому латаття є рослиною-амфібією, тобто земноводною рослиною, що здатна жити як у воді, так і на суші при зниженні рівня води у водоймі. У вікторії і ондінеї в суху пору року, коли рівень води знижується, надземні частини відмирають, а кореневища знаходяться в стані спокою.
Представники родини переважно гідрохори, особливо вікторія. Вони ростуть тільки в проточних водоймах, тому в штучних умовах вони гинуть при нестачі кисню.

### Роль у природі
Лататтєві відіграють велику роль в живленні таких цінних мисливсько-промислових тварин, як лось, олень, ондатра, нутрія, бобер та їжатець. У літній час латаття іноді складає до 50 % раціону ондатри. В умовах Кавказу нутрія харчується в значній мірі листям, черешками і квітконіжками латаття, оселяючись в найменш глибоких частинах водойм. У Гаяні на листках вікторії неодноразово спостерігалися гнізда водоплавних птахів. Кореневищами латаття харчуються черепахи. 

## Охоронний статус

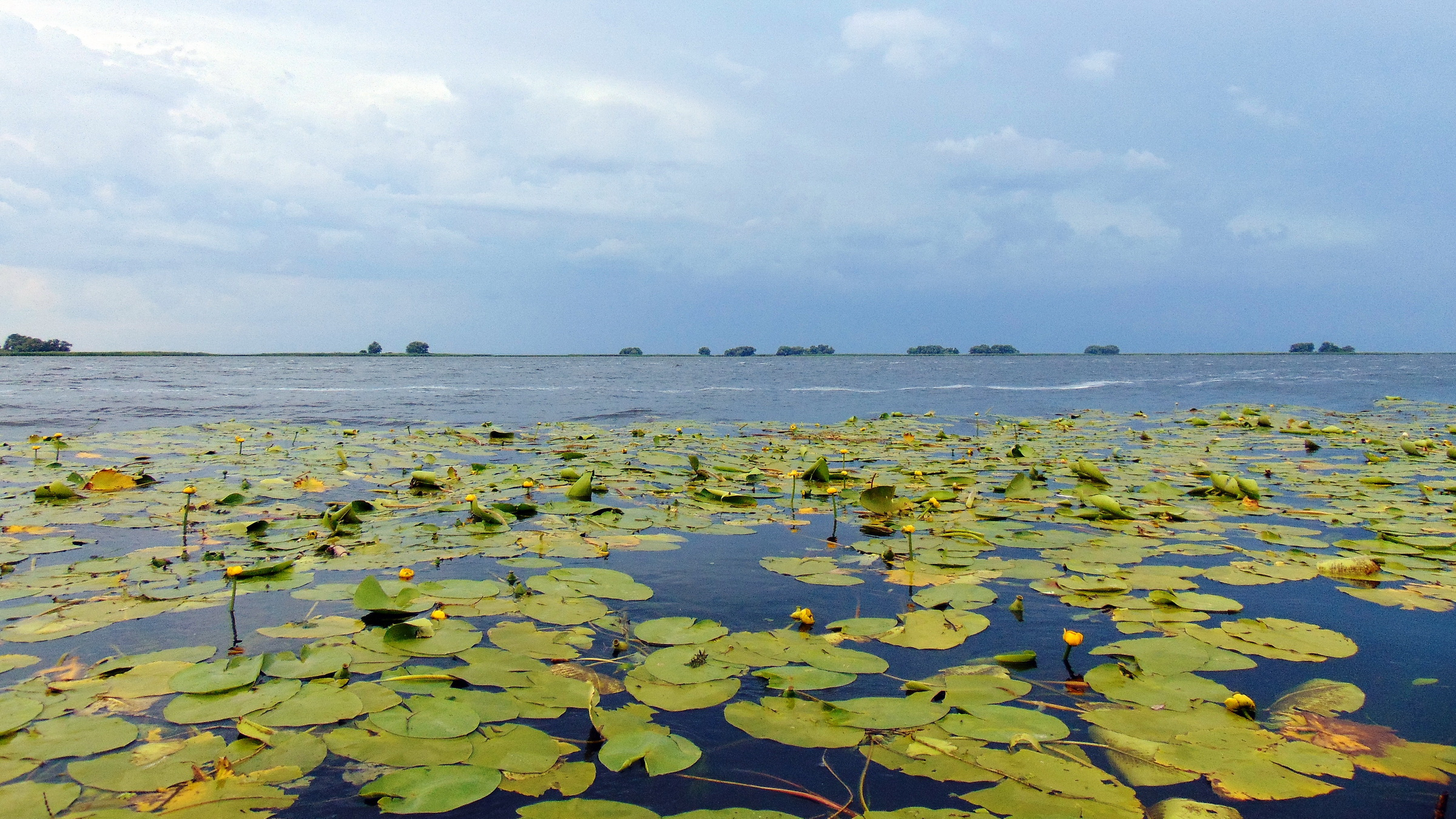
Формація глечиків жовтих

В Україні всі аборигенні види лататтєвих перебувають під охороною — їх занесено до переліків регіонально рідкісних рослин ряду областей і м.Київ.
Формації глечиків жовтих (Nuphareta luteae), латаття білого (Nymphaeeta albae) і латаття сніжно-білого (Nymphaeeta candidae) занесені до Зеленої книги України (3 категорія охорони).
Природні популяції виду скорочуються головним чином через екологічно непродумані гідромеліоративні роботи в долинах річок, несталий режим водосховищ, забруднення водойм та збір рослин для лікарських і декоративних цілей.
В Україні представники родини охороняються в ряді природних заповідників, національних природних парків, регіональних ландшафтних парків та заказників.

## Практичне значення

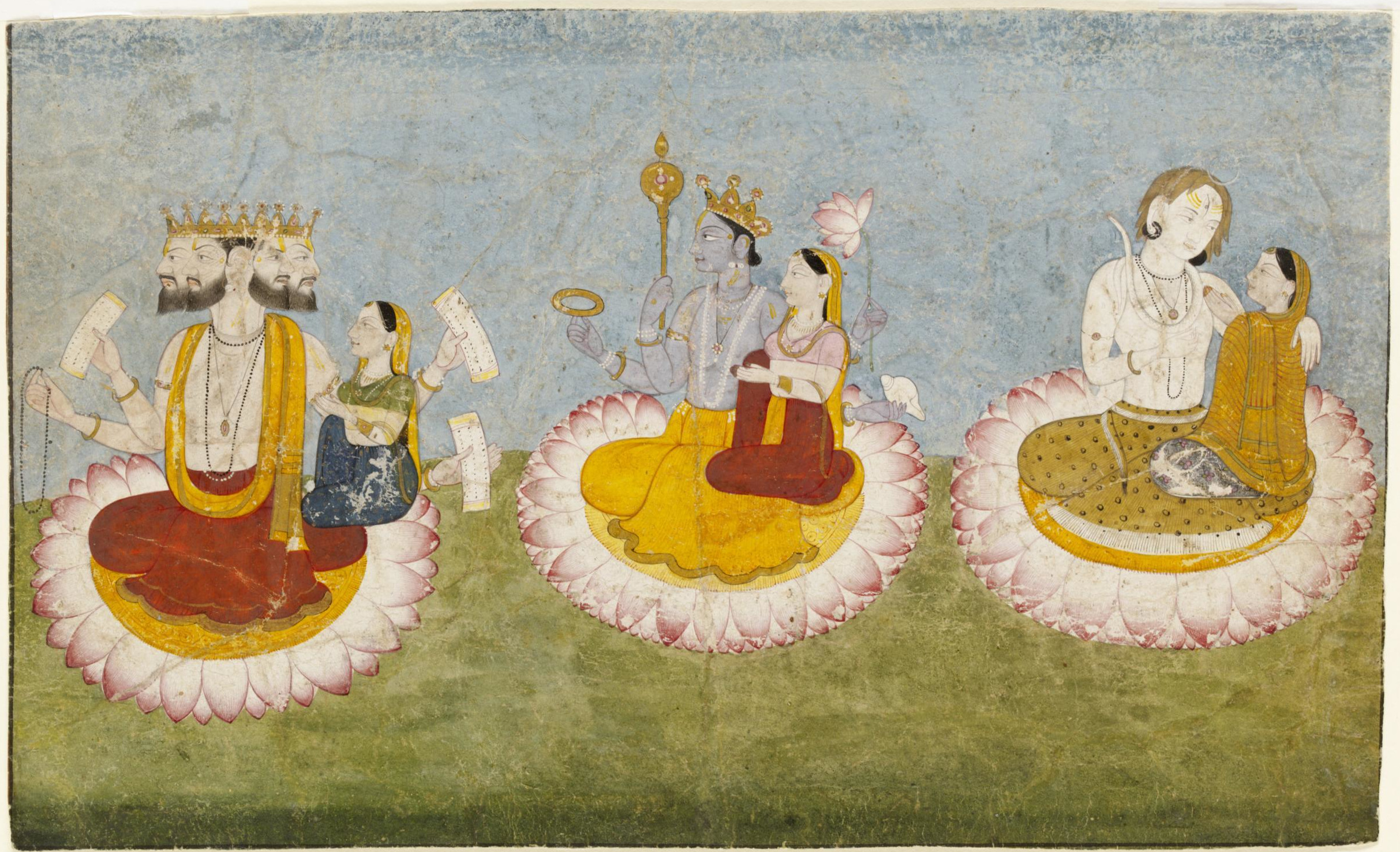
Брахма, Вішну і Шива, що сидять на лотосах зі своїми дружинами. Близько 1770 року. Гюлер, Індія

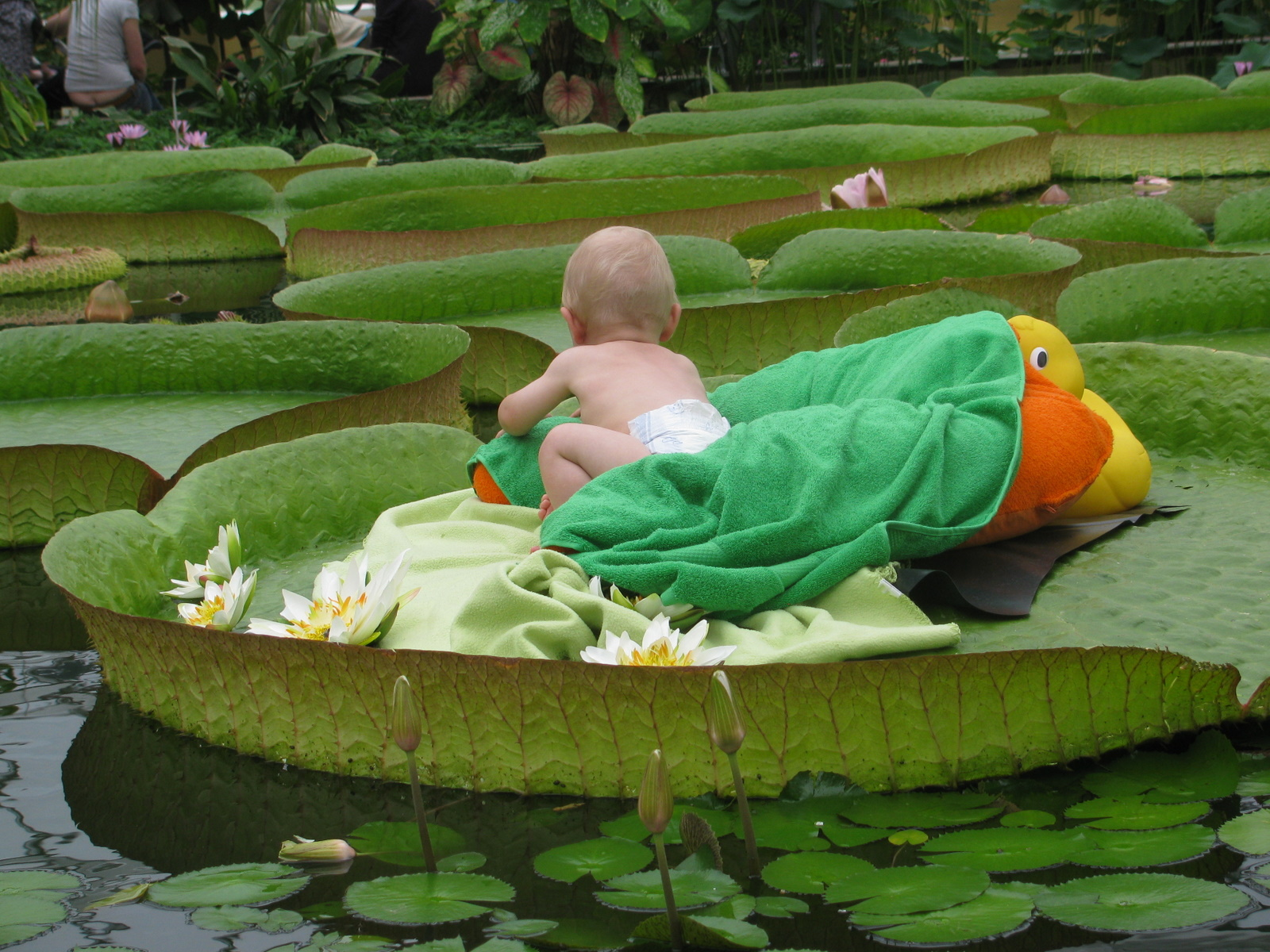
Дитина плаває на листку вікторії

Лататтєві мають не лише певну естетичну цінність, прикрашаючи водойми та оранжереї ботанічних садів, але й здавна їх застосовують в народній медицині. У Бразилії смажене насіння вікторії вживають в їжу, а насіння і коріння евріали їдять в Китаї, де на півдні країни цю рослину навіть спеціально культивують. Цікаво застосування латаття у стародавніх народів як культової рослини. Так, яскраво-червоні квіти латаття червоного (Nymphaea rubra), що прийшло зі Східної Індії, використовували для виготовлення вінків, які покладали на володарів Давнього Єгипту під час сходження на престол, як символ їх божественності. Стилізоване зображення латаття, наприклад латаття блакитне (Nymphaea coerulea), з яскраво-блакитними квітками, що дико зростають у долині Нілу, дуже часто зустрічається на монетах, колонах і могильних плитах Стародавнього Єгипту. 
З лататтям пов'язані численні легенди і сказання. Так, знаменитий єгипетський лотос примітний тим, що його квітки зазвичай розкриваються ввечері і закриваються рано вранці, був присвячений богам Озірісу і Ізіді; люди вірили в його зв'язок з Місяцем.